# 1,3-adamantanodiol
El 1,3-adamantanodiol es un diol alifático de fórmula molecular C10H16O2.
Su estructura es la del adamantano (triciclo[3.3.1.13,7]decano) con dos grupos hidroxilo (-OH) en las posiciones 1 y 3. Es un compuesto quiral.

## Propiedades físicas y químicas
El 1,3-adamantanodiol es un sólido blanco que tiene su punto de fusión a 258 °C y su punto de ebullición a 320 °C.
Posee una densidad superior a la del agua, 1,368 g/cm³.
El valor del logaritmo de su coeficiente de reparto, logP = 0,52, implica una solubilidad mayor en disolventes apolares que en agua. Así, es soluble en metanol pero muy poco soluble en agua (en torno a 5 g/L) .

En cuanto a su reactividad, este compuesto es incompatible con agentes oxidantes fuertes.

## Síntesis
El 1,3-adamantanodiol se puede preparar por oxidación de adamantano, la cual se lleva a cabo con ácido hipocloroso (o una de sus sales como hipoclorito de sodio) en presencia de un catalizador de rutenio. Este último puede ser dióxido de rutenio, tetraóxido de rutenio o rutenio hidratado.
Alternativamente, dicha oxidación puede hacerse en ausencia de metales, utilizando un sistema catalítico de N-hidroxilftalimida con bromuro de amonio.
Otra ruta de síntesis implica la halogenación del adamantano con ácido clorosulfónico; al adamantano-1,3-dihalogenado así formado se le hace reaccionar con agua en presencia de un disolvente orgánico soluble, como N,N-dimetilformamida, y una sal de un metal alcalino o alcalinotérreo de un ácido carboxílico, como por ejemplo acetato de sodio.
También se puede oxidar el 1-adamantanol en atmósfera de oxígeno empleando dos catalizadores: N-hidroxilftalimida y una sal de un metal de transición (por ejemplo de cobalto) en ácido acético glacial. En este caso, además de 1,3-adamantanodiol se obtiene 1,3,5-adamantanotriol, así como hidroxiacetonas y diacetonas de la serie del adamantano.
También se ha investigado la bioconversión de 1-adamantanol a 1,3-adamantanodiol por medio de microorganismos del suelo. La actinobacteria del suelo Streptomyces sp. SA8 es la que muestra una mayor actividad de hidroxilación —con un rendimiento de conversión del 95%—, apareciendo como subproducto 1,4-adamantanodiol.
Otra alternativa para obtener este diol es por oxidación electroquímica anódica del adamantano en ácido trifluoroacético, seguida de un tratamiento de hidrólisis. El rendimiento obtenido con este método es del 70%.

## Usos
El 1,3-adamanatanodiol puede emplearse para elaborar 1,3,5-adamantanotriol por medio de células de Kitasatospora sp. GF12 (actinobacteria de la familia Streptomycetaceae). También se utiliza como precursor para sintetizar compuestos de (1,3-adamantileno) bis-1,3-dicarbonilo, a los que se llega haciéndole reccionar con 1,3-dicetonas en presencia de In(OTf3).
El 1,3-adamantanodiol se emplea como materia prima para fabricar materiales funcionales y materiales electrónicos.
Los derivados del adamantano presentan gran resistencia al calor y los polímeros con estas propiedades tienen aplicación como materiales electrónicos, por ejemplo semiconductores.
Igualmente, el 1,3-adamantanodiol se ha utilizado para fabricar poliuretanos que tienen buenas propiedades mecánicas y amplia transición vítrea. Debido a su gran impedimento estérico, este diol interrumpe la disposición regular de las cadenas de poliuretano contribuyendo a formar un dominio amorfo. Conforma polímeros que se caracterizan por tener «memoria de forma» con una tasa de recuperación de forma del 91%.

## Precauciones
El 1,3-adamantanodiol es un producto tóxico por inhalación, contacto e ingestión. Es combustible y su punto de inflamabilidad es 159 °C.